# Salemer Pfleghof (Esslingen)

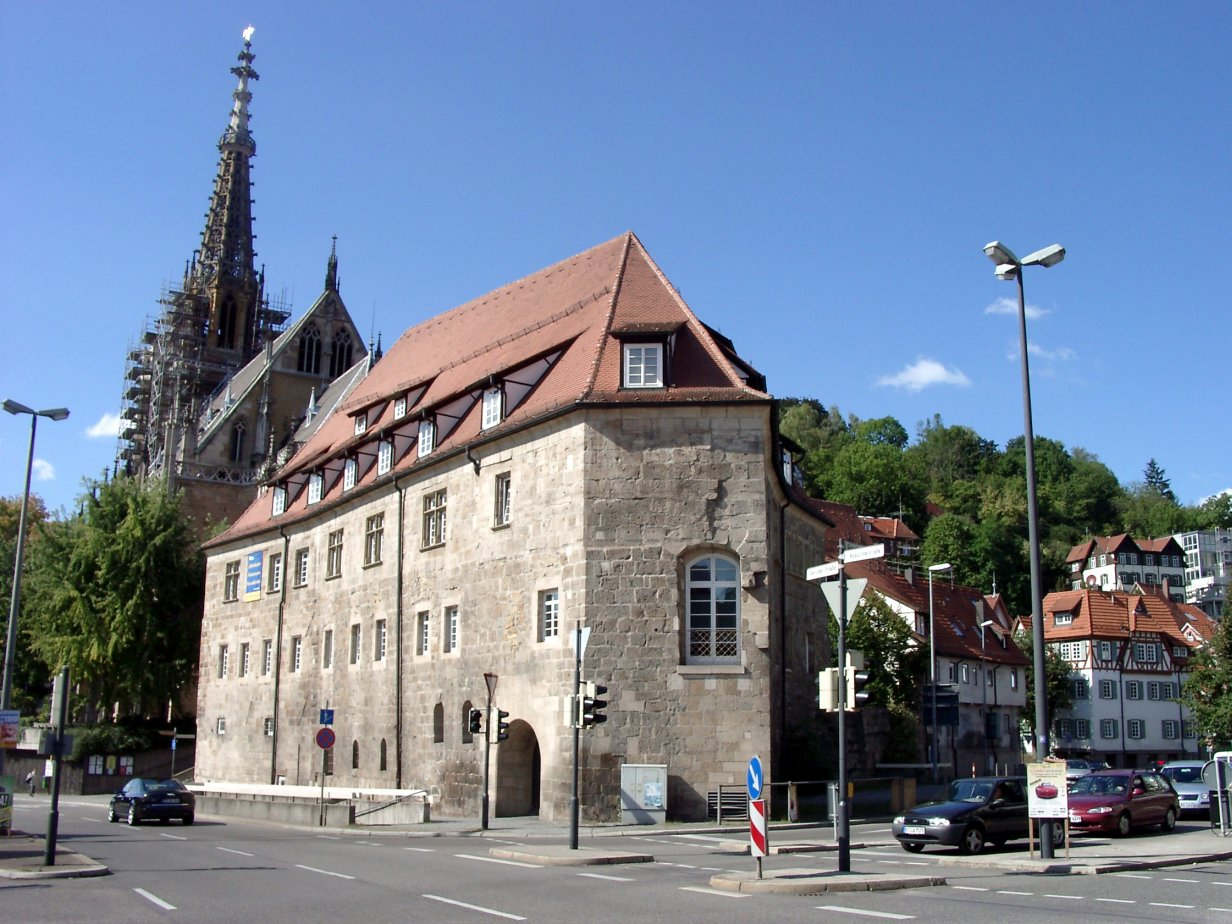
Salemer Pfleghof, im Hintergrund die Frauenkirche

Der Salemer Pfleghof in Esslingen am Neckar, einer Stadt im Landkreis Esslingen in Baden-Württemberg, ist ein geschütztes Kulturdenkmal. Das Gebäude des heutigen Salemer Pfleghofs besteht aus mehreren Gebäudeteilen und Gebäudeerweiterungen. Diese verschiedenen Gebäudeteile, Erweiterungen und generellen baulichen Veränderungen entstanden über die Jahrhunderte und im Zuge der sich abwechselnden Besitzer und Nutzungszwecke des Gebäudes. Sie zeugen von der langen und abwechslungsreichen Geschichte des Gebäudes.

## Pfleghöfe
Pfleghöfe wurden häufig von Klöstern errichtet, sie wurden zur Verwaltung von Gütern und Besitztümern genutzt. Zugleich dienten die Pfleghöfe auch als Herberge für reisende Mönche oder Vertreter des Klosters, da hier fast immer auch Schlafräume und eine Kapelle vorhanden waren.

## Nutzung und Funktion
Der Salemer Pfleghof steht am nordwestlichen Rand der staufischen Kernstadt von Esslingen. Die dort verlaufende Stadtmauer bildet zugleich die nördliche und östliche Hof- und Außenmauer des Anwesens.
Das genaue Alter des Salemer Pfleghofs lässt sich nicht genau bestimmen, allerdings geht Walter Bernhardt davon aus, dass es sich bei dem ältesten Teil des Gebäudes ursprünglich um einen Herrschaftssitz des Herzogs Liutolfs gehandelt haben könnte. Anschließend soll der schon bestehende Turm um 1200 zu einer Pfalz der Staufer umgebaut worden sein. Diese Festlegung auf das Jahr 1200 begründet Walter Berhardt damit, dass die Königsbesuche in Esslingen davor eine Seltenheit waren, danach hingegen nicht mehr nachließen. Außerdem spricht die gute Lage des Gebäudes, so Bernhardt, dafür, dass es sich um eine Pfalz der Staufer gehandelt haben könnte.
Im Besitz des Klosters Salem wird der Pfleghof in Esslingen erstmals im Jahr 1229 genannt. Dies geschah durch eine Urkunde vom 13. Februar 1229, in der der Verkauf von Äckern und Weingärten an das Kloster Salem durch Burkhard, den Sohn des Gärtners, im Salemer Hof mit dem Stadtsiegel bestätigt wurde. Da das Kloster somit 1229 schon in Besitz des Pfleghofs war, geht Walter Bernhardt davon aus, dass die Pfalz bereits im Jahr 1228 von König Heinrich VII. an das Kloster Salem übergeben worden sei. Schon zuvor war das Kloster Salem in Esslingen und in gesamt Süddeutschland durch Schenkungen und Käufe zu Besitz gelangt. Auch später gelangte das Kloster Salem weiter in Besitz verschiedener Güter, so entstanden bis zum frühen 14. Jahrhundert rund 30 Salemer Güter im Raum zwischen Bodensee und Donau, welche über die Pfleghöfe verwaltet wurden.
Trotz der Reformation verblieb der Pfleghof weiter in Besitz des Klosters Salem. Auch die Salemer Mönche waren von den neuen Verordnungen betroffen und so stellte Salem kurz darauf einen weltlichen Pfleger für den Pfleghof ein. Allerdings kam es nun immer öfter zum Streit zwischen der Stadt und dem Kloster bezüglich Steuern, die das Kloster an die Stadt zahlen sollte. Der Gebäudekomplex verblieb bis im Jahr 1682 in Besitz des Klosters Salem. Der Pfleghof, sowie andere Besitzungen des Klosters Salem in Esslingen, wurden an Württemberg verkauft. 1688 wurde der Gebäudekomplex zur Einquartierung des Oberbefehlshabers des französischen Heeres genutzt. Anschließend wurde der ehemalige Pfleghof bis 1803 als Getreidemagazin genutzt. 1803 wurde das Gebäude schließlich in ein Gefängnis umgewandelt, in welchem ab 1866 auch Todesurteile durch das Fallbeil vollstreckt wurden. Das Gefängnis bestand bis 1966, 1977 übernahm schließlich die katholische Stadtgemeinde St. Paul den Salemer Pfleghof. Von 1979 bis 1982 wurde der ehemalige Pfleghof zum Gemeindezentrum umgebaut. Im Jahr 1982 wurde der Salemer Pflegehof mit einer der bundesweit ersten Pilotanlagen zur Abwasserwärmenutzung ausgestattet. Kurz darauf wurde das Projekt eingestellt. 2014 wurde der Abwasserwärmetauscher mit einer Elektro-Wärmepumpe reaktiviert. Neben dem katholischen Gemeindezentrum befindet sich seit 1999 im Obergeschoss das J. F. Schreiber-Museum, in welchem die Geschichte des Schreiber-Verlags sowie seine Arbeit mit Papier ausgestellt wird.

## Baugeschichte
Der Gebäudekomplex des Salemer Pfleghofs besteht aus mehreren Gebäudeteilen, Erweiterungen und generellen baulichen Veränderungen, welche zu verschiedenen Zeitpunkten und aus verschiedenen Gründen hinzukamen. Einige dieser baulichen Veränderungen lassen sich nicht genau datieren. Andere hingegen lassen sich durch eingemeißelte Jahreszahlen sehr genau datieren.
Der Kernbau und älteste Teil des Gebäudes ist der, in das Gebäude fest integrierte, quadratische spätromanische Turm an der südwestlichen Ecke des Gebäudes, welcher allerdings fest in das Mauerwerk der Südfassade integriert ist. Dieser Turm lässt sich durch die vertikal verlaufende Baunaht auch deutlich vom Rest der frühgotischen Südfassade unterscheiden. Ein genaues Datum der Entstehung ist zwar nicht bekannt, allerdings geht Numberger aufgrund der Mauerungstechnik und der Behauung der Steine von einer Fertigstellung des Turms um das Jahr 1200 aus. Er begründet diese Datierung ebenfalls mit dem Fehlen von Zangenlöchern, mit wenigen Ausnahmen durch Reparaturen, im Kernbau. Diese Zangenlöcher treten allerdings auf der restlichen Südfassade auf. Die Technik zum Anheben von Mauersteinen ist, so Numberger, in der Esslinger Region erst ab ungefähr 1220 nachweisbar. Somit müsste der Kernbau vor 1220 entstanden sein. Ein Datum der Erbauung der restlichen Südfassade ist ebenfalls nicht bekannt. Aufgrund der vorhandenen Zangenlöcher entstand der Rest der Südfassade also nach 1220 und somit mit einem gewissen zeitlichen Abstand zum Turm. Markus Numberger spricht in seinem Text über die neuen baugeschichtlichen Erkenntnisse während der Fassadeninstandsetzung des Salemer Pfleghofs davon, dass die restliche Südfassade, aufgrund des Abgleichs ihrer Steinmetzzeichen mit den Steinmetzzeichen in anderen Esslinger Bauwerken, um das Jahr 1300 entstand. Dieser Teil des Gebäudekomplexes war in die Esslinger Stadtmauer integriert. Auch über das genaue Datum des Baus der Esslinger Stadtmauer ist nichts bekannt. Die Esslinger Stadtmauer wird erstmals 1241 erwähnt und Numberger geht davon aus, dass dieser Teil der Stadtmauer bereits um 1230 entstand. Seine Annahme deckt sich somit weitestgehend mit der Annahme Otto Borsts. Der Erweiterungsbau von um 1300 stellt also ein Verbindungsstück zwischen dem Turm und der Stadtmauer dar. Walter Bernhardt vertritt bezüglich der Bauzeiten des Turms und der Erweiterung in Form der Westfassade eine andere These. Er geht davon aus, dass der Turm als Herrschaftssitz bereits deutlich vor 1200 existierte und die Westfassade als Erweiterung um 1200 fertig gestellt wurde. Er steht somit im Widerspruch zu den Annahmen Numbergers, welcher die Entstehung des Kernbaus auf 1200 und die Entstehung der restlichen Westfassade auf 1300 datiert.
Der Pfleghof blieb für das Kloster Salem so bedeutsam, dass unter den Äbten Johannes II. Scharpfer und Jodocus II. Necker zwischen 1508 und 1515 zahlreiche bauliche Veränderungen am Pfleghof stattfanden. So wurden über den spätromanischen und frühgotischen Baukörpern zwei weitere Geschosse errichtet. Zudem wurde ein Erker an die Westseite des Turms angebaut. Auf dem Erker selbst ist die Jahreszahl 1509 eingemeißelt. Unterhalb des Erkers befinden sich vier Wappenschilde. Diese Wappenschilde zeigen die Wappen des Abtes Johannes II., des Erzbischofs Eberhards II., des Gutram von Adelsreute, als Klosterstifter und das Wappen des heiligen Bernhard von Clairvaux. Das schon bestehende Gebäude wurde außerdem im spätgotischen Stil Richtung Norden um den Westflügel erweitert. Der untere Teil des Westflügels wurde aus Sandsteinquadern, der obere Teil aus Fachwerk gebaut. Auf der Seite des Westflügels befindet sich heute der Haupteingang. Im Norden wurde eine Kapelle erbaut, welche so an den Westflügel angeschlossen war. Außerdem wurde im Norden des Komplexes eine kleine Halle gebaut, welche sich an die Stadtmauer im Osten anlehnte. Neben den schon bestehenden Kellern wurden weitere gebaut bzw. schon bestehende erweitert. Nach dem Übergang des Gebäudes in den Besitz Württembergs wurde auf der Westseite das Wappen Württembergs angebracht. In diesem Wappen ist die Jahreszahl 1682 eingemeißelt. Durch den Brand eines Nachbargebäudes im Dezember 1742 wurde die Südseite des Gebäudes so sehr beschädigt, dass 1744 dessen oberstes Geschoss abgetragen werden musste und ein neuer Dachstuhl gebaut wurde. Für 1773 ist ebenfalls eine bauliche Veränderung am Salemer Pfleghof belegt. So wurde ein Teil der Westwand auf Bodenniveau bogenförmig durchgebrochen. Oberhalb dieses, mittlerweile wieder zugemauerten, Durchbruches ist die Jahreszahl 1773 eingemeißelt. 1803 wurde der ehemalige Pfleghof in ein Gefängnis umgebaut. Aus dieser Zeit stammen ebenfalls einige Mauerdurchbrüche in Form von Fenstern im 1. Obergeschoss. Das Gefängnis wurde um 1900 renoviert und bestand bis 1966. Nach der Übernahme des ehemaligen Pfleghofs durch die katholische Stadtgemeinde St. Paul im Jahr 1977, wurde das Gebäude von 1979 bis 1982 zum Gemeindezentrum der Gemeinde umgebaut. Später entstanden im Obergeschoss Ausstellungsräume für das J. F. Schreiber-Museum.